# ピノコ
ピノコとは、手塚治虫の漫画『ブラック・ジャック』に登場する架空の人物である。

## 演者
アニメ
- 堀絢子：『鉄腕アトム』（第2作）
- 冨永みーな：『海底超特急マリンエクスプレス』
- 水谷優子：OVA版・テレビアニメ版
- 宇多田ヒカル：インターネットアニメ版

ラジオ
- 松島みのり （1977年）
- 川田妙子 （1993年 - 1994年）

実写版
- 木島桂子（1977年・宍戸錠版）
- 今井里恵（1981年・加山雄三版）
- 田島穂奈美（1996年・隆大介版）
- 中山紗央里・中山詩央里 （2000年・本木雅弘版）
- 永尾柚乃（2024年・高橋一生版）
- 矢吹奈子（2025年・舞台版）

舞台
- 野口真緒（2017年、「漫劇!! 手塚治虫 第四巻The Fusion of Comics & Theater」）
- 山岸理子（2024年、「漫劇!! 手塚治虫 第5巻 The Fusion of Comics & Theater」）

## 設定

### 誕生の経緯
第12話『畸形嚢腫』（単行本第2巻）で初登場。名家の娘である双子の姉の体のこぶ（奇形腫）の中に脳や手足、内臓等がばらばらに収まった状態で登場する。それまでもあちこちの病院で摘出手術を受けようとしたのだが、念力で手術道具を破壊したり、テレパシーで医師等を狂わせるといった超能力で手術を妨害するために手がつけられず、無免許医師であるブラック・ジャックの病院に運び込まれた。ブラック・ジャックに対しても妨害を仕掛けていたものの、「摘出しても培養液に入れて殺さない」と説得の上で麻酔をかけられた末、摘出される。その後、一人の女児として組み立てられた。この念力は畸形嚢腫の時だけ発揮されており、組み立てられた後に使う描写は全くない。
この『畸形嚢腫』の回では、結末としてピノコが組み立てられた翌日に、ピノコが転院する患者である姉と初対面し、寝たままの姉を踏みつけて激昂する場面があり、ピノコが術後すぐに動けるようになったかのように描かれている。しかし、かなり後に描かれた第93話『水とあくたれ』では、ブラック・ジャックが組み立てられたまま全く動けないピノコの体を案じ、食事を離れた場所に置いて突き放すという数か月間のスパルタ教育でピノコにリハビリをさせていたことを語る場面があるため、設定に不整合が発生している。そのため、文庫版ではこのシーンは「姉が一年後の定期健診に来た時」と修正されている。
姉とはその後何度か再会する。だが、家柄ゆえに世間体を気にする相手方や姉本人にも拒絶されており、ピノコ本人もよほどの事情が無い限り姉と会うことを拒絶している。ただ、ピノコの姉が自殺を図って記憶喪失になり、ブラック・ジャックのもとで治療を受けたことがあった。その際、たがいに相手が実の姉妹であることに気付かなかったために、姉の入院中だけはかえって本当の姉妹らしく振舞うことができた。
名前の由来については、ブラック・ジャックが劇中で「ピノキオが由来」と語っている。詳細は不明だが、「ブラック・ジャックが嚢腫を人型に組み立てる様を、ゼペット爺さんがピノキオ人形を組み立てる様に見立てた」「嚢腫から人間となった少女を、木人形から人間となったピノキオにたとえた」などの説がある。

### 体質
顔や胴体部分が合成繊維で作られた皮膚を使っているので、水に入ると溺れてしまい、まったく泳ぐことができない。泳ぎたがっていたピノコのために、ブラック・ジャックが海水の数倍の塩分濃度のある水を入れたプールを用意したことがある。このプールの中では浮力が強いため浮くことができ、泳ぐこともできたが、3分以内に上がらないと合成繊維ではない部分の肌が荒れてしまうとブラック・ジャックが忠告している。体質的に泳ぐ事が出来ない事もあるが、カナヅチな描写もある。しかし、泳げる描写もあるため、克服した可能性もある。
髪の毛は生えているわけではなく、被せている。しかし、腫瘍の中に髪の毛も入っていたので、地毛ではある。強風に煽られたり、水に濡れても髪の毛が外れることは無いが、もちろん伸びることもないため、髪を切る描写はなく、いつも同じ髪型である。
生まれた時に18歳と自称し、作中で21歳まで加齢しているものの、身体の成長は幼児のままで止まっている。
内臓や骨格など、ほとんどは本物であるため、普通の人間と同じように、風邪をひいたり、空腹を感じたりし、涙を流すこともできる。ただし、人間の痛点のほとんどは皮膚にあるため、痛みや熱さを通常の人間と同じように感じているかは不明である。

### 現在のキャラクター
顔は医学雑誌に掲載された公害病患者のロミという少女の顔をモデルにして作られている。
ブラック・ジャックとともに生活する、ただ1人の家族であると同時に、ブラック・ジャックが全幅の信頼を寄せる忠実な助手でもある。戸籍上の年齢は実質0歳だが、いままで患者の体内で生きてきたことを理由に自分は18 - 20歳（話によって18歳と書かれていたり20歳と書かれていたりする。また、ピノコがそのことについて「手塚治虫という人が適当に書いたせいで、よくわかんなくなっちゃう」と語るメタフィクショナルな話がある）の「としごよ（としごろ）のレレイ（レディ）」だと言い張っている。連載最終話では自称21歳・戸籍上は1歳となる。
実際の知性や行動は見た目どおりの幼稚園児程度。実際に幼稚園に入ったこともあるが、園で暴れたために入園を拒否された。ブラック・ジャックの「おくたん（奥さん）」と自称し、本人は、その様に認識している。しかし、ブラック・ジャック自身は、ピノコを娘のように扱っているため、おみやげとして贈った人形に「我が娘ピノコへ」と書いてしまい、癇癪を起こされたことがある。嫉妬深い一面も持っており、ブラック・ジャックが若い女性と関わることを嫌い、患者として手術する時も機嫌が悪くなるらしく、その理由を「手術が丁寧になるから」と漏らしている。「奥さん」であるため、ブラック・ジャックのために一生懸命ラブレターを書いたり、バレンタインデーには大きなハート型のチョコレートをプレゼントしたりしている。嬉しい時や、ブラック・ジャックを褒める際にキスすることもある。家事全般は全てピノコの仕事。体躯も幼児程度のため、家事の際には脚立や椅子を使用しているが、誤って洗濯機の中に落ちたこともある。昼ドラが好きで時間に合わせて家事をこなすが、いつも間に合わない（だが、家事を止めてドラマを優先する）。初期には一般常識に欠ける部分があり、ブラック・ジャックをバットで殴って起こそうとしたり、焦げたパンをナイフで脅して無理やり食べさせたり、ブラック・ジャックが睡眠薬で眠らされたときはからしを一瓶まるごと口に入れて目を覚まさせたりなどしていた。
得意料理はブラック・ジャックの好物でもあるカレーライス。ブラック・ジャックが釈放されたり、裁判に勝っても負けても、カレーを作る。めでたい場合はカレーに小さな国旗を立てていた。最初の頃は料理が下手（と言うより、知識が無かった）だった。カレーライスですら、まともに作ることができず、そのあまりの不味さにブラック・ジャックに「いつんなったらマトモなカレーライスが作れるんだ」と泣きながら言われたり、味噌汁にソースを入れたりしていたが、次第に揚げ物をしたり魚をさばいたりと、キチンとした夕食を作れる様になった。来客に料理をふるまった際に「ピノコちゃんは料理が上手いね」と褒められたりもしている。臨機応変な部分もあり、卵を買った直後に転んですべて割ってしまったが、もったいないからと店の台所を借りて20個分の卵で大きな卵焼きを作ってブラック・ジャックに食べさせたこともある。
動物好きであり、患者用のベッドで子猫を温めていたり、家の軒下に住む猫家族の子猫が怪我している事をブラック・ジャックに知らせて治療させようとしたこともある。また、通りがかりに車に轢かれた野良犬を見てブラック・ジャックに助けるようせがんだときには、周囲が見かねるほどの駄々のこねっぷりを見せ、気恥ずかしくなったブラック・ジャックは結局野良犬を連れ帰り、治療する羽目になった。完治した野良犬は「ラルゴ」と名付けられ、ブラック・ジャック宅で飼われることになった（原作ではラルゴは地震で倒壊した家の下敷きになり死亡するが、アニメ版では展開が異なり、生存してレギュラーキャラとなっている）。
ブラック・ジャックは自らが腹膜炎を患い、万が一の時に孤独になってしまう彼女の将来を想って養子に出したことがある。ブラック・ジャックを慕ってピノコが強引に戻ってきた時、ちょうど彼は自分自身を手術していたが、止血鉗子の不足から生命の危機にあったところをピノコに助けられた。ピノコはそのままブラック・ジャックの元を去ろうとするが、ブラック・ジャックは自分の元にいていいと呼び止める。以後ピノコはブラック・ジャックの正式な助手として付き添うようになる。
ブラック・ジャックが手術する際は助手として手術の準備をしたり、手術中に医療器具を手渡ししたりする。医学教育を受けていないため手術に加わることはないが、ピノコの何気ない行動やアイデアがブラック・ジャックにひらめきを与える、または手術を成功させる鍵となることもあり、すばらしい助手であると賛辞を送ったこともある。このほかにも入院患者の食事の世話や精神的なケアなど、看護師としても役割以上の仕事をこなしている。
ブラック・ジャックもピノコを家族として愛し、彼女のために心を砕くエピソードがたびたび見られるほか、白血病で生命の危機に陥った際には「お前にだけは生きて欲しかった。」と語りかけている。
連載最終話「人生という名のSL」では、夢の中で「八頭身の美女」となったピノコが登場するが、ブラック・ジャックはそんなものに興味はないと答えた後、落胆する彼女に「お前は私の奥さん、それも最高の妻じゃないか」と最大の賛辞を送った。
リメイク作品の1つである『ブラック・ジャック〜青き未来〜』（脚本：山石日月、 漫画：中山昌亮）は、時系列的に本編より後年の作品であり、老いたブラック・ジャックが登場する。この作品中では成長したピノコの姿が描かれているが、これについてはサイボーグに改造された結果である事が間接的に記述されており、ピノコは常人離れした身体能力を示している。

### 言葉
独特の幼児言葉を使い、発声は下手である。特にサ行をタ行に、濁点をラ行に、ラ行をヤ行に置き換える、独特の幼児語を話す。驚いた時や感動した時に「アッチョンブリケ」と言ったり、了解したという意味で「シーウーノアラマンチュ」と言ったりするなどの独自の言葉を発することもある。ちなみに幼女として組み立てられる前の状態ではテレパシーらしきもので会話していたが、この時は普通の言葉遣いだった。ブラック・ジャックから発声練習をしたほうがいいといわれることがある。

#### 例
- サ行→タ行

「奥たん」など。ピノコはブラック・ジャックを「先生」と呼んでいるが、原作ではピノコのセリフの「先生」は漢字表記になっている。アニメでは「ちぇんちぇい」と呼んでいる。
- ラ行→ヤ行

「～する」→「すゆ」
「としごろ（年頃）」→「としごよ」
- はじめまてち

「ち」と「て」が逆になっている。
- 語尾が「～よのさ」、「～わのよ」になっている。
- シーウーノアラマンチュ

「了解した」という意味で使っている言葉。
- あらまんちゅ

アニメでは「了解」等の意味を表す。
- 手術→シウツ
- レディ→レレイ
- アッチョンブリケ

怒ったときや驚いたとき、感動したときなどに使用される言葉。ポーズは両手の手のひらを両頬に強く押しつけ「アッチョンブリケ」と叫べば完成である（ポーズの仕方は「わくわく宝島」のブラック・ジャックブースの建物にかかれていた）。
アニメでピノコにジュースと間違えられ患者に出すバリュウムとも言えるものを飲まされ、腹痛を起こしたブラック・ジャックが腹を痛めながら苦し紛れに「アッチョンブリケ」と叫んでいる。
第16話『ピノコ再び』ではセリフ無しで顔芸のみであった。
第208話『ブラック・ジャック病』等で、後半を省略して「アッチョ」と言う場面がある。
第88話『報復』でピノコが「アッチョンブリケはピノコが作った言葉」と言っている。
アニメで「みんなでアッチョンブリケ」という企画が発足し、全国でユニークなアッチョンブリケを募集した。